# ألبرت سميث (لاعب كرة قدم)
ألبرت سميث (بالإنجليزية: Albert Smith)‏ (28 أبريل 1887 في المملكة المتحدة - 1 يناير 1929) هو لاعب كرة قدم بريطاني (وحمل سابقاً جنسية المملكة المتحدة لبريطانيا العظمى وأيرلندا) في مركز جناح ‏. لعب مع غريمسبي تاون ونادي بيرنلي ونادي روتشديل ونادي برادفورد بارك أفنيو.